# 森村浅香
森村 浅香（もりむら あさか、1912年3月4日 - 2011年8月6日）は、歌人。
群馬県生まれ。東京府立第五高等女学校卒。作家の豊田三郎と結婚、長女は森村桂。1960年北沢郁子らと同人誌『藍』を創刊。

## 著書

### 単著
- 『青き花』「藍」短歌会 1964。NCID BN15894881
- 『銀の道 歌集』「藍」短歌会 1971。全国書誌番号:75010998
- 『おばあさんアルプス始末記』毎日新聞社 1973。全国書誌番号:73003105、NCID BN09990381。
- 『おばあさんシルクロードを走る』日本交通公社出版事業局 1975。全国書誌番号:73012261、NCID BN05877773。
- 『苦桃 歌集』立風書房 1978。全国書誌番号:79001484、NCID BA4911011X。
- 『百花巡礼』時事通信社 1980。全国書誌番号:80029975、NCID BN05619847。
- 『森村浅香歌集 睦月の髪』芸風書院 日本現代歌人叢書 1986。全国書誌番号:87005352
- 『草蓬蓬』立風書房、1986。
- 『ヨハネの苺』短歌研究社 1991。ISBN 4924363669
- 『琅【カン】の海』不識書院、1991。

### 共著
- 『五季』共著 古今叢書 1959。NCID BN15814521
- 『おばあさんヒマラヤへ登る』森村桂共著 毎日新聞社 1972。全国書誌番号:75086346、OCLC 703824450。